# حزب فاسو البديل
حزب فاسو البديل (بالفرنسية: Le Faso Autrement)‏ هو حزب سياسي في بوركينا فاسو بقيادة أبلاسي ويدراوجو.

## التاريخ
تأسس الحزب من قبل ويدراوجو في 30 يونيو 2011. حصل على 1.3٪ من الأصوات في الانتخابات البرلمانية 2012، وفاز بمقعد واحد في الجمعية الوطنية.

## روابط خارجية
- موقع الحزب